# Пастицци
Пастицци (мальт. Pastizzi) — традиционная несладкая мальтийская выпечка. Как правило, пастицци делают с начинкой из рикотты и тогда их называют мальт. pastizzi ta' l-irkotta или из горохового пюре и тогда они называются мальт. pastizzi tal-piżelli. Пастицци — широко известное и очень популярное мальтийское блюдо.

## Приготовление

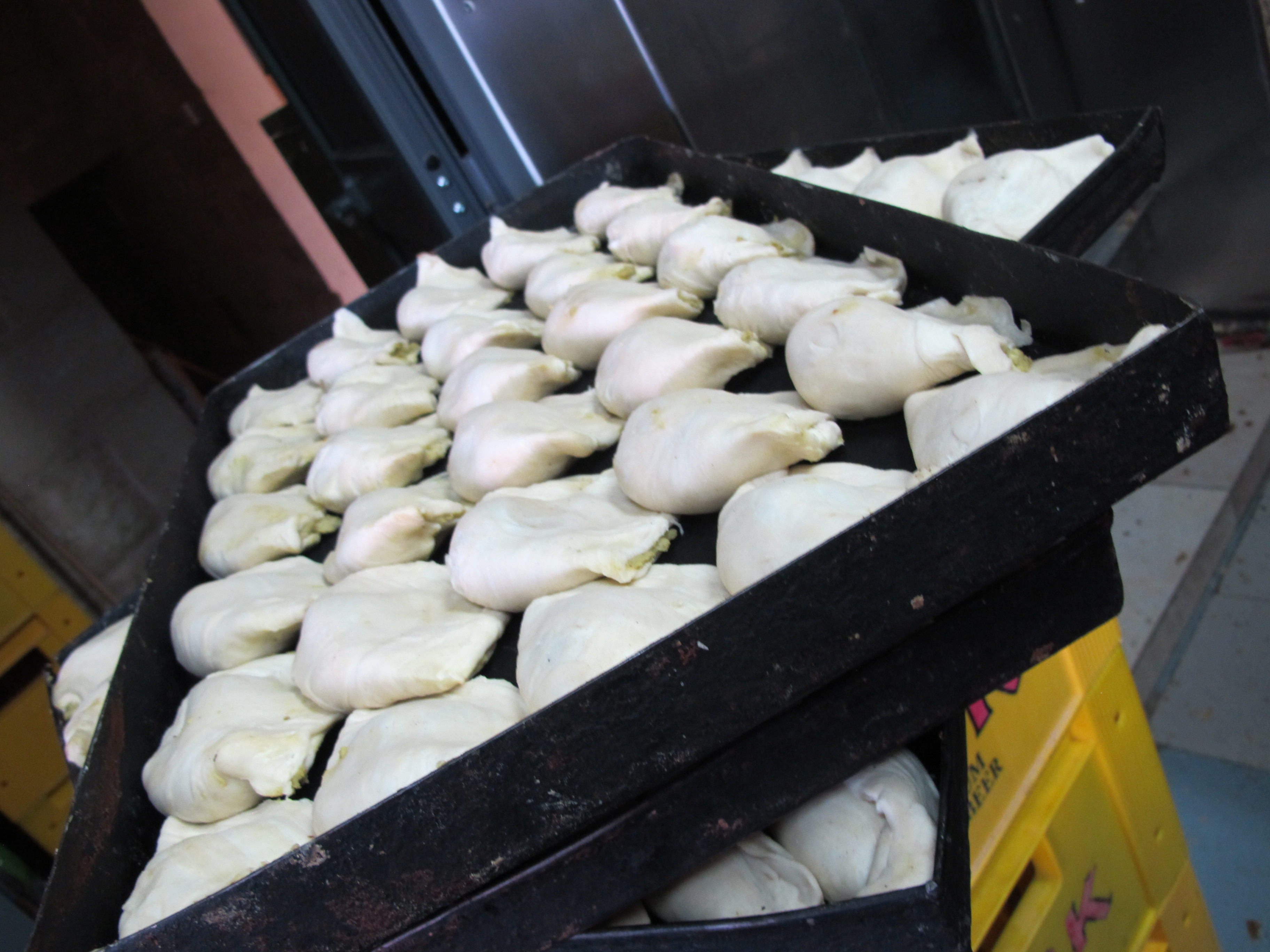
Пастицци перед отправкой в печь

Пастицци, как правило делают ромбовидной формы или в форме лодочки с острыми концами. Готовят из теста напоминающее греческое тесто филло, но есть рецепты приготовления этой выпечки из слоёного теста, напоминающего тесто для узбекской самсы. Начинкой обычно служат: сыр рикотта, гороховое пюре или мясной фарш. На Мальте работает множество пастиццерий (мальт. pastizzerija), как правило, небольших семейных кафе, где выпекают эти пирожки на железных листах в газовых или электрических печах.

## В мире
Пастицци настолько популярны у мальтийцев, что переехав в другие страны они продолжают их готовить не только для себя, но и на продажу. Пастицерии существуют в Австралии, Канаде, Великобритании, США, везде, где есть общины мальтийцев.

## Пастицци в мальтийском языке
Из-за своей популярности, слово «пастицци» имеет множество значений в мальтийском языке . Оно используется как эвфемизм для женского полового органа, из-за формы этой выпечки, и для описания чего-то, как «пустяка». Мальтийская идиома jinbiegħu bħall-pastizzi («продавать как пастицци») эквивалентна высказыванию «разлетаются как горячие пирожки», чтобы описать продукт, который пользуется неисчерпаемым, постоянным спросом . Вещи, которые являются jinħarġu bħall-pastizzi, появляются как пастицци, можно сказать, что возникают очень быстро, иногда даже слишком быстро 
.

## Рецепты
- Three-cheese pastizzi
- Пастицци